# Сале-Юрді
Сале-Юрді (перс. سله يوردي) — село в Ірані, у дегестані Кухестані-є-Талеш, в Центральному бахші, шагрестані Талеш остану Ґілян. За даними перепису 2006 року, його населення становило 42 особи, що проживали у складі 12 сімей.

## Клімат
Середня річна температура становить 7,65°C, середня максимальна – 23,81°C, а середня мінімальна – -9,47°C. Середня річна кількість опадів – 366 мм.
| Клімат поселення                              | Клімат поселення | Клімат поселення | Клімат поселення | Клімат поселення | Клімат поселення | Клімат поселення | Клімат поселення | Клімат поселення | Клімат поселення | Клімат поселення | Клімат поселення | Клімат поселення | Клімат поселення |
| Показник                                      | Січ.             | Лют.             | Бер.             | Квіт.            | Трав.            | Черв.            | Лип.             | Серп.            | Вер.             | Жовт.            | Лист.            | Груд.            |                  |
| Середній максимум, °C                         | 2,64             | 2,83             | 5,53             | 12,72            | 17,53            | 21,41            | 23,81            | 23,44            | 19,48            | 14,89            | 9,34             | 4,28             |                  |
| Середня температура, °C                       | −3,42            | −3,24            | −0,54            | 6,68             | 11,48            | 15,34            | 18,83            | 18,48            | 14,51            | 9,93             | 4,38             | −0,66            |                  |
| Середній мінімум, °C                          | −9,47            | −9,28            | −6,6             | 0,63             | 5,42             | 9,29             | 13,87            | 13,50            | 9,56             | 4,97             | −0,59            | −5,64            |                  |
| Норма опадів, мм                              | 28               | 31               | 47               | 52               | 51               | 21               | 14               | 12               | 21               | 35               | 27               | 27               |                  |
| Середньомісячна швидкість вітру, м/с          | 2.14             | 2.60             | 2.67             | 2.84             | 2.27             | 2.23             | 2.35             | 2.25             | 2.00             | 2.00             | 2.30             | 2.10             |                  |
| Середньомісячна сонячна радіація, кДж/м²·день | 7250             | 9866             | 12186            | 16252            | 20115            | 23436            | 23948            | 20604            | 17611            | 12413            | 8890             | 6921             |                  |
| --------------------------------------------- | ---------------- | ---------------- | ---------------- | ---------------- | ---------------- | ---------------- | ---------------- | ---------------- | ---------------- | ---------------- | ---------------- | ---------------- | ---------------- |
| Джерело:                                      |                  |                  |                  |                  |                  |                  |                  |                  |                  |                  |                  |                  |                  |